# Rinkotjärnen
Rinkotjärnen är en sjö i Arjeplogs kommun i Lappland och ingår i Piteälvens huvudavrinningsområde. Sjön har en area på 0,104 kvadratkilometer och ligger 487,1 meter över havet.

## Delavrinningsområde
Rinkotjärnen ingår i det delavrinningsområde (733680-160985) som SMHI kallar för Mynnar i Västra Rebraur. Medelhöjden är 537 meter över havet och ytan är 5,77 kvadratkilometer. Det finns inga avrinningsområden uppströms utan avrinningsområdet är högsta punkten. Vattendraget som avvattnar avrinningsområdet har biflödesordning 4, vilket innebär att vattnet flödar genom totalt 4 vattendrag innan det når havet efter 220 kilometer. Avrinningsområdet består mestadels av skog (95 procent). Avrinningsområdet har 0,1 kvadratkilometer vattenytor vilket ger det en sjöprocent på 1,8 procent.